# Fretigney-et-Velloreille
Fretigney-et-Velloreille is een gemeente in het Franse departement Haute-Saône (regio Bourgogne-Franche-Comté) en telt 688 inwoners (2011). De plaats maakt deel uit van het arrondissement Vesoul.

## Geografie
De oppervlakte van Fretigney-et-Velloreille bedraagt 22,2 km², de bevolkingsdichtheid is 31 inwoners per km².
De onderstaande kaart toont de ligging van Fretigney-et-Velloreille met de belangrijkste infrastructuur en aangrenzende gemeenten.

## Demografie
Onderstaande figuur toont het verloop van het inwonertal (bron: INSEE-tellingen).

1. ↑  Populations de référence 2022.